# 奥凱航空
奥凱航空（オッケーこうくう）は中華人民共和国北京市に本社を置き、天津市に拠点を置く航空会社である。正式名称は奥凱航空公司、天津濱海国際空港をハブ空港としている。

## 沿革
- 2004年5月26日　中国民用航空総局により、新疆中京奇力投資有限公司、奥凱投資発展有限公司、北京奇力物流有限公司が設立した民間資本系航空会社奥凱航空公司の航空運輸が批准される。
- 2005年2月17日　民航総局により「公共航空運輸企業経営許可証」が交付される。
- 2005年3月4日　民航華北地区管理局により、「運営合格審定証書」が交付される。
- 2005年3月11日午前9時45分　奥凱航空一番機BK2811便が天津濱海国際空港より、長沙に向けて離陸する。午前11時45分、長沙黄花国際空港に着陸した。
- 2005年6月1日　天津-張家界線が就航する。
- 2005年9月5日　天津-瀋陽線が就航する。
- 2005年10月　会社の株式の49%を大韓航空（中国国内法により、実際は大韓航空が25%、関連会社が24%を保有）に譲渡することが合意されたと報道された。
- 2008年12月2日、経営方針を巡って役員や幹部の対立が航空の安全に影響することを憂慮し、中国民航空華北地域管理局に運航停止申請をして受理された。2008年12月15日から2009年1月15日まで1ヶ月休止。
- 2009年2月16日、全路線で運航再開[1]。
- 2015年11月11日、天津 - 東京/羽田 間に就航[2]。
- 2016年12月23日、西安 - 函館 間に就航。
- 2017年5月7日、天津 - 青森 間に就航。
- 2020年5月10日、武漢 - 関空 定期空路貨物便就航。

## 保有機材

### 運航機材
2019年10月現在、奥凱航空の機材は以下の通りである。
| 機材                | 運用機数 | 発注機数 | 座席数  | 座席数  | 座席数  | 備考                           |
| 機材                | 運用機数 | 発注機数 | C       | Y       | Total   | 備考                           |
| ------------------- | -------- | -------- | ------- | ------- | ------- | ------------------------------ |
| ボーイング737-800   | 21       | -        | 8       | 162     | 170     | 全機WL装着機                   |
| ボーイング737-800   | 21       | -        | -       | 180     | 180     | 全機WL装着機                   |
| ボーイング737-800   | 21       | -        | -       | 189     | 189     | 全機WL装着機                   |
| ボーイング737-900ER | 6        | -        | -       | 200     | 200     | 中国初のB737-900ERオペレーター |
| ボーイング737MAX8   | 2        | 19       | -       | 186     | 186     | 現在、運用停止中               |
| ボーイング737MAX9   | -        | 3        | No Data | No Data | No Data | 中国初のB737MAX9発注者         |
| ボーイング737MAX10  | -        | 8        | No Data | No Data | No Data |                                |
| ボーイング787-9     | -        | 5        | No Data | No Data | No Data |                                |
| 西安MA700           | -        | 30       | No Data | No Data | No Data |                                |
| 計                  | 29       | 65       |         |         |         |                                |

## 主な就航都市
中国国内19都市（貨物便を含めると25都市）に就航

### 旅客便
- 大連 - 錦州、大連 - 煙台、天津 - 大連、天津 - 煙台、天津 - 三亜、三亜 - 珠海、天津 - 珠海、天津 - 昆明、天津 - 太原、天津 - 張家界、天津 - 桂林、天津 - 海口、天津 - 泉州、天津 - 南京、南京 - 泉州、天津 - 重慶、重慶- 太原、天津 - 杭州、天津 - 合肥、合肥 - 昆明、天津 - 成都、天津 - 長沙、昆明- 長沙、天津 - ハルビン。
- 韓国 - 済州
- 日本 - 東京/羽田、大阪/関西、札幌/新千歳、函館、青森
- タイ - バンコク、クラビー
- ロシア - ウラジオストク

### 貨物便
- 広州- 厦門、広州 - 杭州、青島 - 瀋陽、北京 - 青島、青島 - 杭州、北京 - 杭州、天津 - 青島、天津 - 瀋陽。